# Clasificación americana para la Copa Mundial de Rugby de 1995
La clasificación del continente americano para la Copa Mundial de Rugby de 1995 fue una serie de partidos internacionales disputados por las selecciones nacionales masculinas pertenecientes a Sudamérica Rugby y Rugby Americas North.
El continente americano contó con un cupo directo a Sudáfrica 1995.

## Desarrollo

### Ronda 1: Sudamérica
| Equipo    | Encuentros | Encuentros | Encuentros | Encuentros | Tantos  | Tantos    | Tantos     | Puntos |
| Equipo    | jugados    | ganados    | empatados  | perdidos   | a favor | en contra | diferencia | Puntos |
| --------- | ---------- | ---------- | ---------- | ---------- | ------- | --------- | ---------- | ------ |
| Argentina | 3          | 3          | 0          | 0          | 140     | 20        | +120       | 9      |
| Uruguay   | 3          | 2          | 0          | 1          | 91      | 28        | +63        | 7      |
| Paraguay  | 3          | 1          | 0          | 2          | 31      | 142       | −111       | 5      |
| Chile     | 3          | 0          | 0          | 3          | 37      | 109       | −72        | 3      |

### Ronda 1: Norteamérica
- El ganador clasifica a la Ronda 2.

| 12 de marzo de 1994 | Bermudas | 3 - 60 | Estados Unidos | Devonshire, Bermudas |  |

### Ronda 2
- El ganador clasifica a Sudáfrica 1995.

| 28 de mayo de 1994 | Estados Unidos | 22 - 28 | Argentina | Long Beach, Estados Unidos |  |

| 20 de junio de 1994 | Argentina | 16 - 11 | Estados Unidos | Buenos Aires, Argentina |  |

- Argentina clasifica a la RWC 1995 por un global de 44 a 33.

#### Clasificado
| Bandera de Argentina      |
| América 1 Argentina       |
| Clasificado a la RWC 1995 |